# Femme fatale

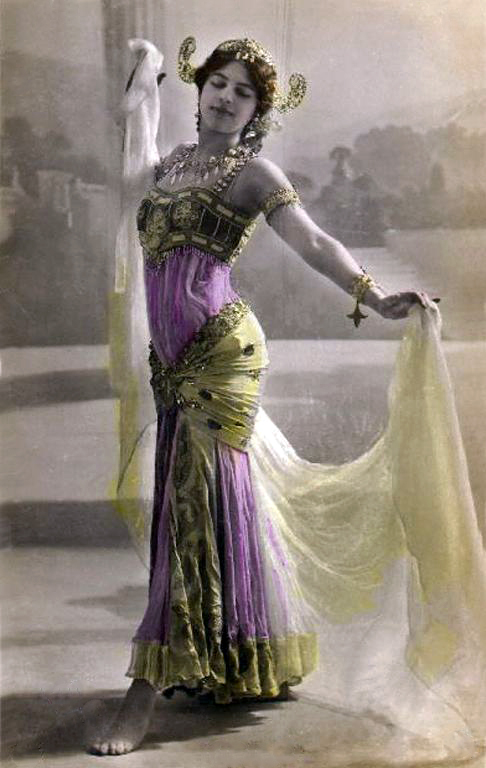
Mata Hari

Een femme fatale (Frans voor 'fatale vrouw') is een archetype dat in kunst en literatuur voorkomt, voorgesteld als een vrouw die haar schoonheid en seksualiteit gebruikt om mannen te verleiden en in het ongeluk te storten. Een femme fatale is typisch stijlvol, arrogant, sterk, seksueel onafhankelijk, intelligent en heeft een laag beeld van mannen die zich door deze houding tegelijk aangetrokken en aangevallen voelen. Ze zal er alles aan doen om de situatie onder controle te houden.

## Voorbeelden

### Historisch
Door de geschiedenis heen zijn er veel vrouwen bekend die als femme fatale gehandeld (zouden) hebben:
- Cleopatra VII, koningin van Egypte
- Salomé II
- Lou Andreas-Salomé, schrijfster (19e eeuw);
- Mata Hari, min of meer als archetype

### Fictief
- Milady de Winter uit De drie musketiers
- de Vampier of Vamp, vertolkt door Theda Bara in A Fool There Was
- Catherine Tramell, Sharon Stones personage in Basic Instinct
- Rebecca Romijn, als Laure / Lily in de Frans-Engelse film Femme Fatale van Brian De Palma[1]
- Katherine Pierce, personage in The Vampire Diaries
- Carmen uit de gelijknamige opera van Georges Bizet